# الامورو
الامورو (به انگلیسی: Alamuru) یک منطقهٔ مسکونی در هند است که در آندرا پرادش واقع شده‌است.

## خصوصیات
الامورو ۴۵٬۰۰۰ نفر جمعیت دارد و ۱ متر بالاتر از سطح دریا واقع شده‌است.